# 虹口足球场
虹口足球场，是位于中國上海市虹口区的专业足球场。它是中国第一座专业足球场，曾长期是中国足球超级联赛球队上海申花的主场。
足球场位于中国上海市虹口区，东临鲁迅公园，西接东江湾路和轨道交通虹口足球场站，南临四川北路，北接东体育会、东体育会支路和上海外国语大学。球场总占地5.6万平方米，建筑面积7.2万平方米，内有包括足球、羽毛球、健身房在内的多种活动场地。其中足球场地尺寸为宽70米长105米，为四季常青天然草皮，采用地下加温和循环灌溉。共有22个看台35000个观众席，以及大小两种尺寸的47个包厢。
虹口足球场还拥有中国大陸最早对外开放的公众游泳池——虹口游泳池，内部还有培养了叶冲等多名击剑名将的虹口剑校，以及上海人才市场虹口足球场分场。

## 历史

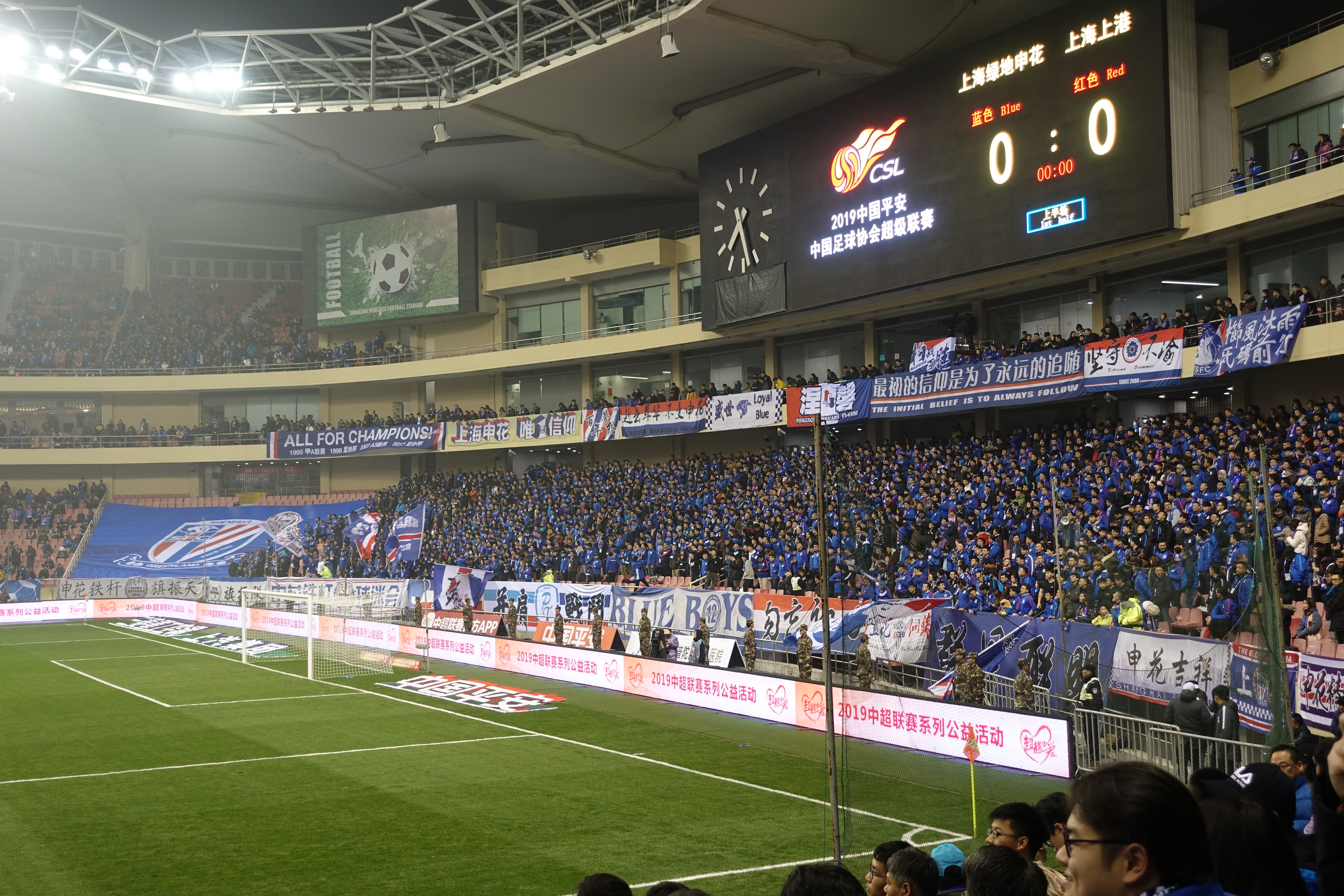
中国足球超级联赛2019年第一轮上海德比

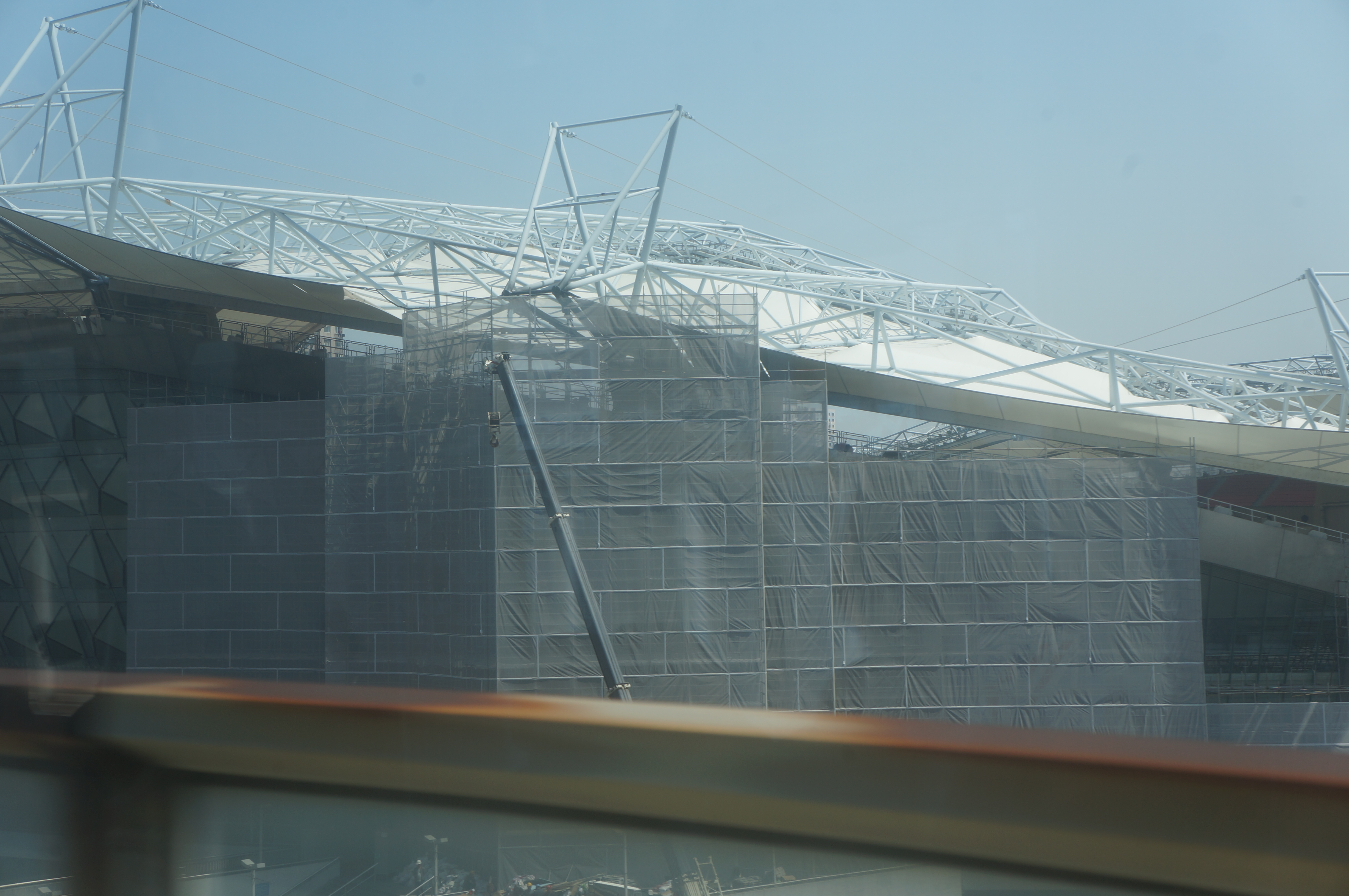
被烧毁的虹足外立面修复中，2017年4月

虹口足球场的前身是建于1950年代的虹口体育场，1999年改建成为中国大陆第一座专业足球场。
改建前的虹口体育场是一座综合性体育场，曾举办过1993年的第一届东亚运动会，是运动会的主体育场。2007年，虹口足球场新一轮的建成后符合FIFA最新标准，成为2007年女子世界杯足球賽承办場地之一，当届世界杯的决赛在此球场进行。
从1994年中国足球职业化以来，这里長期是上海申花队的主体育场。1998年由于体育场拆毁改建足球场，申花曾转移到上海体育场作赛，但是次年即返回了新落成的虹口。2007年，申花与联城大合并后，为了女足世界杯改建施工需要，当年的主场设在了原来联城俱乐部的主场浦东源深体育中心，不过2008年再次返回虹口足球场，直至2019赛季结束。
2017年3月28日上午，虹口足球场外围建筑发生大火，一块顶棚被烧至脱落。
2020-2022赛季，因赛会制比赛等原因，上海申花队并未以虹口足球场作为主场。2023年，久事集團接手上海申花足球俱樂部後，将申花队主場遷至由久事集团所有的上海體育場，虹口足球场不再作为上海申花队主场使用。
2024年2月25日，虹口足球场以中立场地身份承办2024年中国足协超级杯，该场比赛也是虹口足球场自2019年12月以来的首场正式足球比赛。
2024年9月份，台风贝碧嘉登陆上海，虹口足球场部分看台顶棚因此受损，导致后续在上海虹口足球场看演唱会可能要淋雨。

## 交通
- 上海轨道交通
  - 3号线、8号线︰虹口足球场站